# Liberale Vereinigung

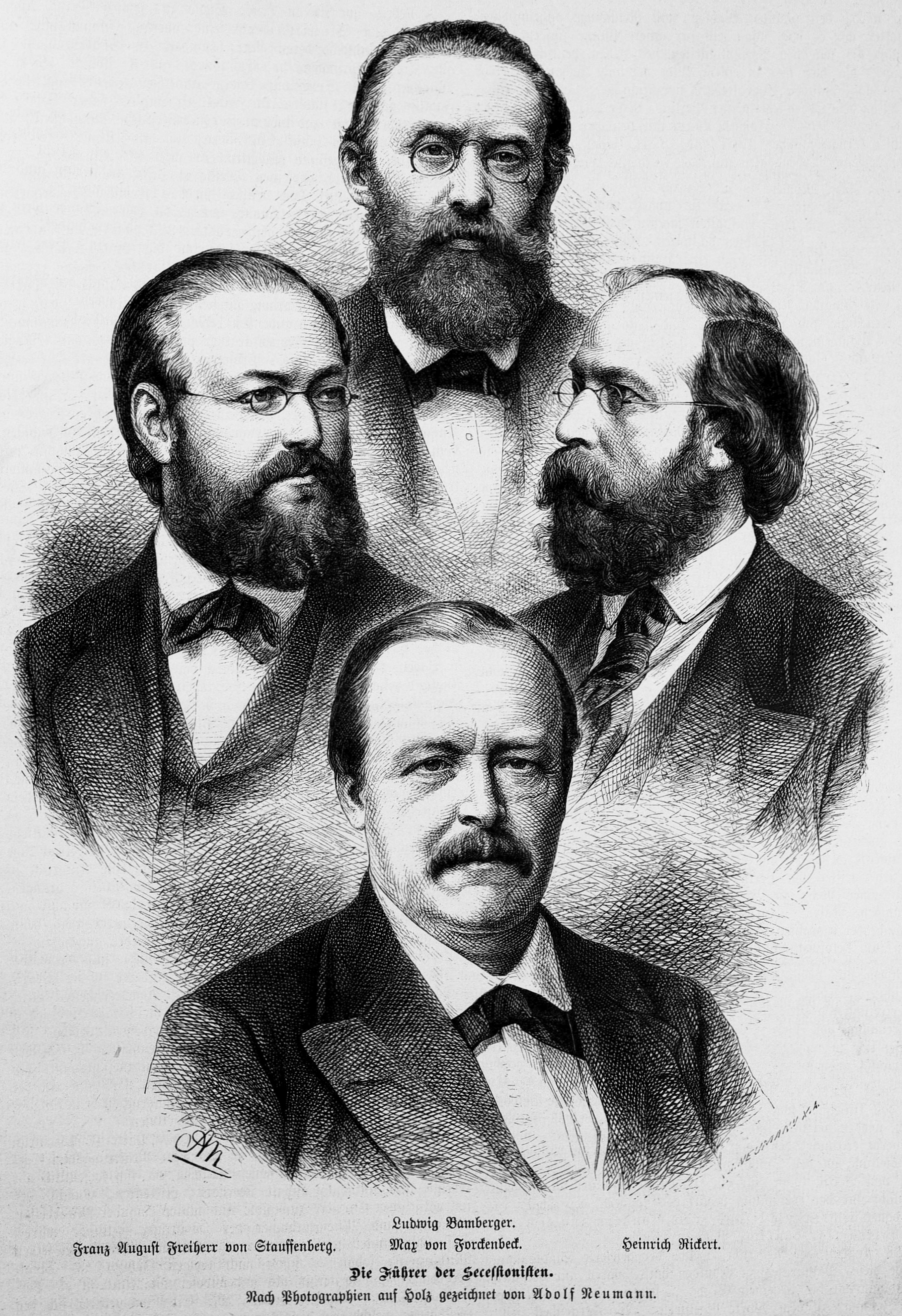
Die Führer der Secessionisten (aus: Die Gartenlaube 1880), oben: Ludwig Bamberger, links: Franz August Schenk von Stauffenberg, rechts: Heinrich Rickert, unten: Max von Forckenbeck

Die Liberale Vereinigung (gelegentlich auch als Sezession bezeichnet) war eine liberale Partei während des Deutschen Kaiserreichs, die 1880 aus einer Abspaltung des linken Flügels der Nationalliberalen Partei hervorgegangen war und 1884 mit der Deutschen Fortschrittspartei zur Deutschen Freisinnigen Partei fusionierte. Später knüpfte die 1893 gegründete Freisinnige Vereinigung an ihre Tradition an.

## Abspaltung von den Nationalliberalen
Die nationalliberale Reichstagsfraktion war durch eine bunte Meinungs- und Interessenvielfalt ihrer Mitglieder gekennzeichnet. Sie bildete ein Sammelbecken für Liberale aus den preußischen Provinzen und den süddeutschen Ländern und vereinte sowohl „Manchesterliberale“ als auch „Schutzzöllner“. Bereits 1875 merkte Friedrich Kapp – Mitglied des Zentralwahlkomitees der Nationalliberalen Partei – kritisch an, dass „die nationalliberale Partei […] ein solches Sammelsurium aller möglichen zum Teil unvereinbaren Bestrebungen, Ansichten und Ziele [ist], dass sie aus dem Leim gehen muß“. Vor diesem Hintergrund kam es innerhalb der nationalliberalen Reichstagsfraktion zu einem schleichenden Entfremdungsprozess zwischen dem vergleichsweise gut vernetzten linken Flügel um Eduard Lasker, Max von Forckenbeck und Ludwig Bamberger einerseits und dem zahlenmäßig anwachsenden, aber ohne zentralen Führer auftretenden rechten Flügel.
Die Anhänger des linken Flügels gelangten immer mehr zu der Überzeugung, dass die Parteiführung um Rudolf von Bennigsen und Johannes Miquel die Nationalliberalen zu sehr an die Politik des Reichskanzlers Otto von Bismarck gebunden hatten. Erste Meinungsunterschiede innerhalb der nationalliberalen Partei waren bereits 1878 während der Beratungen über das Sozialistengesetz deutlich geworden. Die innerparteilichen Differenzen vertieften sich, als der linke Flügel die Gesetze des Kulturkampfs gegen die katholische Kirche stärker begrenzen und den Militäretat lediglich für eine Legislaturperiode und nicht wie in Gestalt des Septennats für sieben Jahre bewilligen wollte. Diese Streitfragen führten letztlich auch deshalb zur Spaltung der Nationalliberalen Partei und zur Gründung der Liberalen Vereinigung, weil die stärker rechts orientierte Parteiführung die Schutzzollpolitik unterstützte. Der neu gegründeten Partei trat überwiegend der linksliberale Flügel bei.
Maßgeblich für den Abfall der auch „Sezession“ bezeichneten Liberalen Vereinigung war die Überzeugung, dass bei einer fortdauernden Unterstützung der konservativen Politik Bismarcks, wie sie die Nationalliberalen seit 1878 betrieben, grundlegende liberale Prinzipien verletzt oder sogar ganz geopfert würden. Die Sezessionisten forderten daher die Rückkehr zum Freihandel. Innenpolitisch strebte man entgegen Bismarcks Absichten eine allmähliche Parlamentarisierung des konstitutionellen Systems im Sinne einer konsequenten Gewaltenteilung an und trat für die Wahrung der Staatssouveränität gegenüber der Kirche ein. Mit diesen Forderungen bäumten sich die Sezessionisten gegen die von den Nationalliberalen vollzogene „konservative Wende“ von 1878/79 im Zuge des „von Bismarck mit Hilfe der Junker, Pfaffen und Ultramontanen, kurz aller Reichsfeinde gewonnenen Sieg[es]“ noch einmal kurzfristig, aber langfristig vergeblich auf.

## Organisation der Sezessionisten
Die Liberale Vereinigung war eine klassische Honoratiorenpartei und dadurch organisatorisch schlecht auf das beginnende Zeitalter der Massenpolitisierung eingestellt. Die Partei bestand im Wesentlichen aus den Abgeordneten der Reichstagsfraktion, einigen hauptstädtischen Notabeln und persönlichen Vertrauensmännern in den Wahlkreisen. Die Zahl der sezessionistischen Ortsvereine blieb relativ gering, schätzungsweise gab es 1884 deren 50 im gesamten Reichsgebiet. Sie bestanden vor allem in den großen Handels- und Seestädten Nord- und Ostdeutschlands. Soziologisch gesehen, waren die Sezessionisten durchweg bürgerlich bis großbürgerlich ausgerichtet. Zu ihren tragenden Schichten zählten insbesondere freihändlerische Wirtschafts- und liberale Bildungskreise, während ihre Bedeutung im Kleinbürgertum und bei der Arbeiterschaft eher gering war, denn diese Gruppen befürworteten in der Regel die Schutzzölle. Da die parteitragenden großbürgerlichen Schichten in weiten Teilen organisationsunwillig waren, blieben die Sezessionisten „Offiziere ohne Unteroffiziere und darum häufig ohne Mannschaft“, so Nipperdey. Dennoch schien die neue Partei anfänglich Erfolg zu haben, stellte sie doch nach der Reichstagswahl 1881 immerhin 46 Reichstagsabgeordnete, ebenso viele wie die Nationalliberalen, von denen sie sich abgespalten hatte.
In der kurzen Zeit ihres Bestehens hat die Liberale Vereinigung nur Ansätze zentraler Institutionen entwickelt. Zunächst setzte man ein fünfköpfiges Exekutivkomitee ein, dem die Abgeordneten Heinrich Rickert und Gustav Lipke sowie den Nichtparlamentariern Friedrich Kapp, Albert Gröning und Theodor Wilhelm Lesse angehörten. Dieses Komitee richtete unter anderem ein Büro für Wahlangelegenheiten ein, leitete die Herausgabe einer Korrespondenzschrift in die Wege leitete und sammelte das dazu notwendige Geld ein. Bald darauf wurde ergänzend zur parlamentarischen Vertretung ein „Wahlverein der Liberalen“ als Organisation für die Anhänger im Land gegründet. Die Verbindung der führenden Abgeordneten und Berliner Notabeln mit den zum Teil im Wahlverein organisierten Mitgliedern wurde durch Parteitage aufrechterhalten, zu denen die wichtigsten Leute der Wahlkreise eingeladen wurden. Nipperdey zufolge, hatte der Parteitag weniger den Charakter einer Institution als vielmehr einer Besprechung mit den „Freunden im Lande“. Im Wesentlichen hat er lediglich die Beschlüsse der fraktionellen Führung legitimiert, so etwa 1882 eine programmatische Erklärung en bloc angenommen, und einen geschäftsführenden Ausschuss eingesetzt, um den Organisationsaufbau der Partei weiter voranzutreiben.
Die Organisation der zentralen Körperschaften war nicht klar festgelegt. In der Praxis bildeten die führenden Abgeordneten, die Mitglieder des geschäftsführenden Ausschusses und der Fraktionsvorstände, die Parteiführung, zu der im von Einzelfall noch andere Personen hinzugezogen wurden. Beispielsweise wurde ein von Heinrich Rickert und Eduard Lasker 1881 entworfener Wahlaufruf von Ludwig Bamberger, Max von Forckenbeck, Franz von Stauffenberg und Friedrich Kapp unterzeichnet. Weitere führende Köpfe der Partei waren unter anderen Karl Baumbach, Georg von Bunsen, Theodor Mommsen, Karl Schrader, Georg von Siemens, Friedrich Witte und der junge Theodor Barth. In der Reichstagsfraktion ließ man sich gegenseitig viel Freiheit, zum Beispiel trat Eduard Lasker fast allein für das 1883 verabschiedete Krankenkassengesetz ein, was jedoch die Einheit keineswegs gefährdete.

## Zusammengehen mit den Fortschrittlichen
Auf längere Sicht strebten die Sezessionisten die Gründung einer neuen liberalen Sammlungspartei an, die nach dem Vorbild der britischen Liberal Party in Zukunft, womöglich nach der Machtübernahme des Kronprinzen Friedrich, eine Regierung stellen sollte. Der Wunsch nach der Vereinigung aller Liberalen kam bereits in der schriftlichen Austrittserklärung der sezessionistischen Reichstagsabgeordneten aus der Fraktion der Nationalliberalen zum Ausdruck. Mit Sorgfalt darauf bedacht, die Tür für die Rückkehr zu den Nationalliberalen nicht zuzuschlagen, forderten die Sezessionisten „das einige Zusammengehen der liberalen Partei in den wesentlichen Fragen, das Aufhören verwirrender und aufreibender Kämpfe verschiedener liberaler Fraktionen“. Die Pläne über eine gesamtliberale Partei scheiterten jedoch endgültig, als sich die Nationalliberalen mit ihrer „Heidelberger Erklärung“ von 1884 unmissverständlich hinter die Politik Bismarcks stellten. Zudem schloss der wirtschaftspolitische Standpunkt der Sezessionisten eine Vereinigung mit den Nationalliberalen aus. Auch die verfassungspolitische Idee des Gesamtliberalismus hatte zunehmend an Gewicht verloren.
Stattdessen freundeten sich die führenden Politiker der Liberalen Vereinigung allmählich mit der Idee an, eine Fusion mit der Fortschrittspartei zu verwirklichen. Während Ludwig Bamberger und Max von Forckenbeck diesbezüglichen Plänen zunächst noch reserviert gegenüberstanden, weil sie fürchteten, die mittlere Position der Sezessionisten im deutschen Liberalismus einzubüßen, und zudem den autokratischen Führungsstil des fortschrittlichen Parteiführers Eugen Richter scheuten, traten Heinrich Rickert und Georg von Bunsen lebhaft für ein Zusammengehen ein. Es gelang ihnen schließlich in einer Sitzung des Fraktionsvorstands, auch die Zögernden für eine Fusion zu gewinnen. Bereits im Januar 1884 hatten Franz von Stauffenberg und Eugen Richter die Fusionsverhandlungen aufgenommen, im März desselben Jahres bildeten beide Parteien im Reichstag eine Fraktionsgemeinschaft, die insgesamt 100 Abgeordnete umfasste, und bald darauf wurde noch vor der Reichstagswahl vom Oktober 1884 die Fusion formal vollzogen.
Bei der Wahl büßte die neue deutsche Freisinnige Partei ein Drittel ihrer Mandate ein und kehrte mit nur noch 64 Abgeordneten in den Reichstag zurück. Die Freisinnigen erkannten nun, dass der Gesamtliberalismus in Deutschland nur dann als maßgeblicher politischer Faktor vorstellbar war, wenn er auch die Nationalliberalen einschloss. Diese Lösung, so wünschenswert sie auch erscheinen mochte, scheiterte allerdings an der damaligen politischen Ausrichtung der unterschiedlichen Fraktionen, denn die Restfraktion der Nationalliberalen Partei war weit rechts und die aus der Fortschrittspartei stammenden Mitglieder der Freisinnigen Partei waren weit links angesiedelt. Ein Zusammengehen aller liberalen Abgeordneten unter ein gemeinsames Dach stellte sich als unmöglich dar.
Bismarck war es damit gelungen, nicht nur die Nationalliberalen für seine konservative Regierung einzunehmen, sondern auch die liberale Bewegung insgesamt im Reichstag entscheidend und nachhaltig zu schwächen. Er trug damit entscheidend dazu bei, dass eine liberale Regierung im deutschen Reich verhindert und gleichzeitig die liberale Opposition im Reichstag entscheidend geschwächt wurde.